# Хризолит (вилла)
Вилла «Хризолит» — вилла начала XX века в стиле раннего модерна, памятник архитектуры в западной части посёлка Симеиз в Крыму, расположенная по адресу ул. Советская, 39. В последние десятилетия — один из корпусов детского противотуберкулёзного санатория «Юность».

## История
На рекламу перспективного курорта братьев Мальцевых откликнулись из Рязани. Семьи Коробьиных и Лансере, отдыхая в Крыму у своих знакомых, заинтересовались новым курортом. В 1905 году Константин Павлович Коробьин вместе с Н. Н. Богдановым, мужем своей сестры, построил в Новом Симеизе доходные дачи «Salam» (архитектор Н. П. Краснов).
В 1910 году Софья Леонидовна Лансере приобрела участок площадью 400 квадратных саженей у почтовой дороги на Южном берегу Крыма в Симеизе, на котором Я. П. Семёнов возвёл по заказу семьи Лансере виллу по собственному проекту, названную «Хризолит». Строительство завершилось к 1912 году, о чём указывает Екатерина Николаевна Лансере в своём письме сыну Николаю Евгеньевичу, которое отправила 17 июля 1912 года из Петербурга в их имение Нескучное:

«Спасибо за открыточки — так и захотелось поехать в Симеиз»
 Так, у подножия горы Кошка, появилось оригинальное сооружение в восточных мотивах. В восторге от своей виллы, Лансере покидают Рязанщину (продав поместье) и перебираются в Крыму, разместившись в части дома, который содержал 10 комнат. Дополнительным доходом Софии стал пансион, организованный на базе этой виллы, куда селились на отдых отдыхающие из купеческих и мещанских семей.
На лето Лансере всей семьей уезжали из поместья в селе Смолеевка Ряжского уезда Рязанской губернии в Крым на свою новую виллу. Увидев преимущества южного побережья полуострова царский чиновник и землевладелец Леонид Захарович Лансере, при поддержке Николая Богданова (бывшего своего сотрудника, а теперь председателя общества дачевладельцев Симеиза), сагитировал других своих родственников.
Лансере сами приезжали на отдых и принимали своих друзей: семью Бенуа и известную художницу Зинаиду Серебрякову, ещё одна дочь Леонида Лансере, художница Зинаида Евгеньевна.
Все планы семьи Лансере на будущее перечеркнули революционные времена и Гражданская война в России. 1 мая 1918 года Софье Леонидовне продала виллу Серякову, дальнейшей судьбе прежней хозяйки неизвестна.
После установления советской власти «Хризолит» передали в состав комплекса пансионата «Селям». Во время Великой Отечественной войны вилла не пострадала. После войны советская власть возобновила в Симеизе курорт и передала виллы пансионата «Селям» под санаторий «Юность», где оздоравливали и лечили детей от туберкулёза. Чтобы облегчить пребывание больных и персонала, все помещения внутри были перепланированы так, как это требовалось для лечебного заведения и постоянно проводили ремонтно-реставрационные работы в его корпусах (бывших симеизских виллах). Популярность курорту принесло эффективное лечение детей, как следствие санаторий присвоили имя В. И. Ленина, он считался вторым «Артеком».

### Современность
Дом находится к западу от центра городка Симеиз, по адресу: ул. Советская, дом 39 (общий для всего санатория). 
К сожалению, памятник истории и архитектуры не был оценён управляющими лечебницы: после развала СССР не проводились ни капитальные ремонты, ни текущие, как следствие сооружение ветшает, как и другие виллы курорта Новый Симеиз, что в конце концов привело к трагедии..

## Описание здания
Архитектурный ансамбль виллы (в стиле раннего модерна) создал Яков Семёнов, известный всему Симеизу.
Лансере утвердили проект компактной уютной виллы (похожий на готический домик): заострённые крыши с большими карнизами и башнями. Колоритность виллы создавалась декоративными элементами: башни с арочными окнами и небольшим балконами. Вход в здание был оформлен интересной плавной линией лестницы, которая переходила в парадную виллы. Отдельно существовали ещё несколько других входов, которые указывают на то, что владельцы часто сдавали виллу в наем
Трёхэтажная вилла «Хризолит» рассчитана на 10 просторных комнат, большую часть из которых заселили собственники, а другую сдавали. Вокруг здания высажены декоративные редкие саженцы. С годами сад развился, и теперь высокие деревья загораживают часть фасада здания.

## Ссылка
- Вилла «Хризолит»
- «Симеиз. Край старинных вилл» (недоступная ссылка)
- Фото-галерея виллы «Хризолит»
- Видео «Хризолит»
- Исчезнувшая сказка Симеиза — рассказ от 14.10.18